# Selección de fútbol de Tuvá
La Selección nacional de fútbol del Tuvá es el representativo nacional de este país y de los tuvanos fuera de él. Tuvá es un miembro no asociado, cuyo representante es la Asociación Nacional de Fútbol Tuvano, pero no es miembro de la FIFA ni de la UEFA, así que sus partidos no son reconocidos por esas entidades.
La selección de Tuvá estuvo inactiva por largo tiempo, hasta que en 2006 Ucrania organizó un partido entre ellos y su representativo nacional, la Ucrania, a pesar de los esfuerzos de ciertas entidades por cancelar el partido, después de ese partido la selección de Tuvá ha estado semiactiva, siendo sus partidos más importantes los que disputó ante Chechenia, en Grozni.